# Coś więcej niż muzyka
Coś więcej niż muzyka – drugi album studyjny Grubsona. Wydawnictwo ukazało się 28 stycznia 2011 roku nakładem wytwórni muzycznej MaxFloRec.
Płyta dotarła do 2. miejsca listy OLiS w Polsce. Według wydawcy – MaxFloRec 24 września 2011 roku album otrzymał status platynowej płyty. ZPAV certyfikowało płytę 1 czerwca 2016.
Pochodzący z albumu utwór pt. „Polski hip-hop” znalazł się na liście „120 najważniejszych polskich utworów hip-hopowych” według serwisu T-Mobile Music.

## Lista utworów
Źródło.
CD1 – Dzień
1. „Inny świat [Cz.1]” (prod.: Grubson, scratche: DJ BRK) – 1:58[A]
2. „Dzień dobry” (prod.: Grubson) – 3:19[B]
3. „Rób swoje” (prod.: Grubson, scratche: DJ Twister) – 3:31[C]
4. „Będąc sobą” (prod.: DJ BRK) – 4:22
5. „Nasza generacja” gościnnie: młode pokolenie [Malowane Nutki], Grizzlee, Cheeba, JoToSkleja (prod.: DJ BRK) – 4:45
6. „Rosół J&S” (prod.: Grrracz) – 3:50
7. „Naprawimy to” gościnnie: Emilia (prod.: Grubson) – 5:12
8. „P.P.P.P.” (prod.: Grubson) – 5:31[D]
9. „Inny świat [Cz.2]” (prod.: Grubson) – 1:54
10. „Słowiańskie korzenie” gościnnie: Bartek (BRK, Brzuch), Jarek (Jarecki) (prod.: Donatan) – 3:47
11. „NATURA’lnie” gościnnie: Skorup (prod.: Grubson) – 4:55
12. „Wakacje” gościnnie: Brzuch, Metrowy, BU (prod.: Grubson) – 5:28
13. „R-K N.O.C. 2011” (prod.: Grubson) – 4:29[E]
14. „Gruby brzuch” gościnnie: Brzuch (prod.: Grubson) – 4:11[F]
15. „M.P.S.” (prod.: DJ BRK) – 4:03
16. „Szczery” (prod.: Grubson, scratche: DJ BRK) – 4:46
17. „Inny świat [Cz.3]” gościnnie: Skorup (prod.: Grubson) – 2:23

CD2 – Noc
1. „Dobry wieczór” (prod.: Di.N.O., scratche: DJ BRK) – 3:03
2. „Chore” (prod.: Młody, scratche: DJ BRK) – 4:05
3. „NieTak2” (prod.: Grubson) – 4:21
4. „JEA!?!” (prod.: Grubson) – 2:16
5. „O.P.D.K.” (prod.: DJ BRK, scratche: DJ BRK) – 3:02
6. „Skacz!” gościnnie: Jarecki (prod.: Grubson) – 3:48[G]
7. „Powrót do 2005” (prod.: DJ BRK, scratche: DJ BRK, DJ Pistolet) – 2:29
8. „Polski hip-hop” gościnnie: Żustoprocent, Jaroz, Rahim, Wojtas, Abradab (prod.: Grubson, scratche: DJ FEEL-X) – 7:01[H]
9. „JaMajkaMam2” gościnnie: HoodSon, Majkel (prod.: DJ HWR) – 4:39
10. „Okulary 3oDe” gościnnie: Jarecki, Zamknijryj, HoodSon, MC Ruff (prod.: DJ BRK) – 2:42
11. „Zróbmy 3ODE z PZG” gościnnie: Metrowy (prod.: PZG) 2:59
12. „Geel Skit 1" – 0:55
13. „Iloraz inteligencji” gościnnie: BU, Kontrabanda (prod.: Grubson, scratche: DJ BRK) – 6:05
14. „Kopara” gościnnie: Bob One, Metrowy, Jahdeck (prod.: Grubson) – 5:08
15. „Właściwy kurs” (prod.: Grubson) – 6:24
16. „List do K.” (prod.: Grubson) – 2:33
17. „Geel Skit 2" – 0:56
18. „Zanim skończę” (prod.: Grubson) – 2:25

Notatki
- A^ Z wykorzystaniem sampli pochodzących z piosenek „Return of the Boom Bap” KRS-One, „Hip-Hop / R&B The World Is Yours” Nasa,
„Hip-Hop / R&B Come on” The Notorious B.I.G. (gościnnie: Sadat X), „Hip-Hop / R&B The World Is Mine” Ice Cubea[9].
- B^ Z wykorzystaniem sampli pochodzących z piosenki „Jak cię miły zatrzymać” w wykonaniu Teresy Tutinas oraz „Simon Says (Remix)” w wykonaniu Pharoahe Moncha[10].
- C^ Z wykorzystaniem sampli pochodzących z piosenki „Ain’t No Way” w wykonaniu Arethy Franklin[11].
- D^ Z wykorzystaniem sampli pochodzących z piosenki „Jedzie pociąg z daleka” w wykonaniu Ryszarda Rynkowskiego[12].
- E^ Z wykorzystaniem sampli pochodzących z piosenki „A Message From the Inner City” w wykonaniu zespołu The Crusaders[13].
- F^ Z wykorzystaniem sampli pochodzących z piosenki „Sleep Away” w wykonaniu Boba Acri[14].
- G^ Z wykorzystaniem sampli pochodzących z piosenki „Harlem Shuffle” w wykonaniu duetu Bob & Earl[15].
- H^ Z wykorzystaniem sampli pochodzących z piosenki „Język polski” w wykonaniu zespołu Wzgórze Ya-Pa 3 (gościnnie: Kaliber 44, Radoskór i Jajonasz)[16].